# اسلام أباد (بشاريات الغربي)
إسلام أباد (بالفارسية: اسلام‌آباد) هي قرية تقع في إيران في قسم بشاریات الغربي الریفي. يقدر عدد سكانها بـ 586 نسمة .